# Gustaf Backas
Gustaf Wilhelm Backas, född 23 april 1882 i Lappträsk, död 28 januari 1975 i Lovisa, var en finländsk musiker. Han var son till Henrik Backas
Backas antogs som 17-åring vid Finska gardets musikkår och utbildade sig samtidigt till kontrabasist vid den av Robert Kajanus ledda Orkesterskolan. Han praktiserade även vid Filharmoniska sällskapets orkester och spelade där bland annat under Jean Sibelius ledning. Under omkring 30 år verkade Backas sedan i Sverige som kontrabasist och cellist på olika orter. Efter återkomsten till Finland i början av 1930-talet uppträdde han med bygdelåtar på violin och med cellosoli vid talrika hembygdsfester i Lappträsk. Flera av de folkmelodier som han upptecknat ingår i serien Finlands svenska folkdiktning.